# Liste des cathédrales du Québec
Le tableau synoptique qui suit présente les cathédrales, cocathédrales et pro-cathédrales catholiques, anglicanes ou orthodoxes de la province de Québec au Canada.
| Ville                       | Cathédrale                                | Église                          | Archidiocèse ou Diocèse                         | Illustration |
| --------------------------- | ----------------------------------------- | ------------------------------- | ----------------------------------------------- | ------------ |
| Amos                        | Cathédrale Sainte-Thérèse-d'Avila         | catholique                      | Diocèse d'Amos                                  |              |
| Baie-Comeau                 | Cathédrale Saint-Jean-Eudes               | catholique                      | Diocèse de Baie-Comeau                          |              |
| Baie-Comeau                 | Pro-Cathédrale Sainte-Amélie              | catholique                      | Diocèse de Baie-Comeau                          |              |
| Chicoutimi                  | Cathédrale Saint-François-Xavier          | catholique                      | Diocèse de Chicoutimi                           |              |
| Gaspé                       | Cathédrale du Christ-Roi                  | catholique                      | Diocèse de Gaspé                                |              |
| Gatineau                    | Cathédrale Saint-Joseph                   | catholique                      | Archidiocèse de Gatineau                        |              |
| Gatineau                    | Ex-cathédrale Saint-Jean-Marie-Vianney    | catholique                      | Archidiocèse de Gatineau                        |              |
| Joliette                    | Cathédrale Saint-Charles-Borromée         | catholique                      | Diocèse de Joliette                             |              |
| Mont-Laurier                | Cathédrale Notre-Dame-de-Fourvière        | catholique                      | Diocèse de Mont-Laurier                         |              |
| Montréal                    | Basilique-cathédrale Marie-Reine-du-Monde | catholique                      | Archidiocèse de Montréal                        |              |
| Montréal                    | Cathédrale Saint-Sauveur                  | grecque-catholique melkite      | Éparchie Saint-Sauveur de Montréal des Melkites |              |
| Montréal                    | Cathédrale Saint-Maron                    | maronite                        | Éparchie Saint-Maron de Montréal                |              |
| Montréal                    | Cathédrale Christ Church                  | anglicane                       | Diocèse anglican de Montréal                    |              |
| Montréal                    | Cathédrale Sainte-Sophie                  | orthodoxe ukrainienne du Canada | Éparchie orientale                              |              |
| Nicolet                     | Cathédrale Saint-Jean-Baptiste            | catholique                      | Diocèse de Nicolet                              |              |
| Québec                      | Basilique-cathédrale Notre-Dame de Québec | catholique                      | Archidiocèse de Québec                          |              |
| Québec                      | Cathédrale de la Sainte-Trinité de Québec | anglicane                       | Diocèse anglican de Québec                      |              |
| Rimouski                    | Cathédrale Saint-Germain                  | catholique                      | Archidiocèse de Rimouski                        |              |
| Rouyn-Noranda               | Cathédrale Saint-Joseph                   | catholique                      | Diocèse de Rouyn-Noranda                        |              |
| Rouyn-Noranda               | Ex-cathédrale Saint-Michel Archange       | catholique                      | Diocèse de Rouyn-Noranda                        |              |
| Sainte-Anne-de-la-Pocatière | Cathédrale Sainte-Anne                    | catholique                      | Diocèse de Sainte-Anne-de-la-Pocatière          |              |
| Saint-Hyacinthe             | Cathédrale Saint-Hyacinthe-le-Confesseur  | catholique                      | Diocèse de Saint-Hyacinthe                      |              |
| Saint-Hyacinthe             | Pro-cathédrale Saint-Mathieu              | catholique                      | Diocèse de Saint-Hyacinthe                      |              |
| Longueuil                   | Cocathédrale Saint-Antoine-de-Padoue      | catholique                      | Diocèse de Saint-Jean–Longueuil                 |              |
| Saint-Jean-sur-Richelieu    | Cathédrale Saint-Jean-l'Évangéliste       | catholique                      | Diocèse de Saint-Jean–Longueuil                 |              |
| Saint-Jérôme                | Cathédrale de Saint-Jérôme                | catholique                      | Diocèse de Saint-Jérôme                         |              |
| Sherbrooke                  | Basilique-cathédrale Saint-Michel         | catholique                      | Archidiocèse de Sherbrooke                      |              |
| Trois-Rivières              | Cathédrale de l'Assomption                | catholique                      | Diocèse de Trois-Rivières                       |              |
| Salaberry-de-Valleyfield    | Basilique-Cathédrale Sainte-Cécile        | catholique                      | Diocèse de Valleyfield                          |              |